# Município de West Chester (condado de Butler, Ohio)
O município de West Chester (em inglês: West Chester Township) é um município localizado no condado de Butler no estado estadounidense de Ohio. No ano de 2010 tinha uma população de 60.958 habitantes e uma densidade populacional de 663,15 pessoas por km².

## Geografia
O município de West Chester encontra-se localizado nas coordenadas 39° 20′ 25″ N, 84° 25′ 02″ O. Segundo a Departamento do Censo dos Estados Unidos, o município tem uma superfície total de 91.92 km², da qual 91.87 km² correspondem a terra firme e (0.05%) 0.05 km² é água.

## Demografia
Segundo o censo de 2010, tinha 60.958 habitantes residindo no município de West Chester. A densidade populacional era de 663,15 hab./km². Dos 60.958 habitantes, o município de West Chester estava composto pelo 80.83% brancos, o 8.18% eram afroamericanos, o 0.24% eram amerindios, o 6.05% eram asiáticos, o 0.25% eram insulares do Pacífico, o 2.4% eram de outras raças e o 2.06% pertenciam a duas ou mais raças. Do total da população o 5.87% eram hispanos ou latinos de qualquer raça.